# José Mauro Ramalho de Alarcón Santiago
José Mauro Ramalho de Alarcón Santiago (* 14. Mai 1925 in Russas, Brasilien; † 9. Dezember 2019 in Iguatu) war ein brasilianischer Geistlicher und römisch-katholischer Bischof von Iguatu.

## Leben
José Mauro Ramalho de Alarcón Santiago studierte Philosophie und Theologie am Priesterseminar der Erzdiözese Fortaleza. Am 5. Dezember 1948 empfing er die Priesterweihe für das Bistum Limoeiro do Norte. Er war Direktor des Diözesangymnasiums von Limoeiro do Norte und Pfarrer in Aracati. 
Papst Johannes XXIII. ernannte ihn am 13. Oktober 1961 zum ersten Bischof des neuerrichteten Bistums Iguatu. Der Bischof von Limoeiro do Norte, Aureliano de Matos, spendete ihm am 6. Januar des nächsten Jahres die Bischofsweihe; Mitkonsekratoren waren José Terceiro de Sousa, Bischof von Penedo, und Vicente de Paulo Araújo Matos, Bischof von Crato.
Er nahm an allen vier Sitzungsperioden des Zweiten Vatikanischen Konzils als Konzilsvater teil. Er war bei seinem Tod der einzige noch lebende Bischof Brasiliens, der am Zweiten Vatikanischen Konzil teilgenommen hatte.
Am 26. Juli 2000 nahm Papst Johannes Paul II. seinen altersbedingten Rücktritt an.